# Mônica Toy
Mônica Toy é uma franquia brasileira e uma série de TV animada baseada nas HQs da Turma da Mônica e também na série spinoff. A série apresenta os personagens desenhados num estilo chibi. A franquia foi lançada em 2013 em parceria de Mauricio de Sousa e a empresa Tok & Stok, para a venda de produtos baseados nos personagens (como copos e travesseiros), com o desenho sendo lançado no canal oficial do YouTube dia 23 de maio do mesmo ano. O desenho também foi lançado no Cartoon Network do Brasil poucos meses depois e foi também ao ar na TV Cultura.
Foram desenvolvidos alguns apps e jogos para Android e iOS baseados nos personagens da forma como aparecem em Mônica Toy. Em 2014, o jogo Tap Toy foi lançado. Em 2015, o jogo Up Toy foi lançado. Em 2018, um app de criação de avatar foi lançado.

## Série animada
Vários episódios curtos foram lançados no canal oficial da Turma da Mônica no YouTube desde 2013, com cada temporada tendo 23 episódios. A animação não usa diálogos, apesar de todos os efeitos sonoros serem feitos com vozes.
Os episódios das primeiras três temporadas são focados apenas na Mônica (com Sansão), Cebolinha, Cascão e Magali, com algumas aparições raras de Mauricio de Sousa e Bidu desde a 2ª temporada. A quarta temporada apresenta os personagens Chico Bento, Zé Lelé e Giserda da Turma do Chico Bento e Mingau. A quinta temporada apresenta Floquinho, Jotalhão da Turma da Mata, Penadinho, Cranicola e Zé Vampir da Turma do Penadinho, Horácio da Turma do Horácio, Astronauta e Piteco, Thuga, Zum e Bum da Turma do Piteco. A sexta temporada também apresenta Rita Najura da Turma da Mata, Bugu, e Rosinha da Turma do Chico Bento, Franjinha, Jeremias, Chovinista e Monicão. A sétima temporada apresenta Milena e Lorde Coelhão.
A animação também mostra alguns crossovers em certos episódios com personagens como Red e Leonardo de Angry Birds: O Filme, El Chavo del Ocho, El Chapulín Colorado, Overwatch, Hello Kitty, Astro Boy, e mais algumas referências aos super heróis da Marvel e DC Comics.